# Sjeverni giziga jezik
Sjeverni giziga jezik (dogba, gisiga, gisika, giziga de maroua, marva, mi marva, tchere; ISO 639-3: gis), afrazijski jezik čadske skupine biu-mandara, kojim govori 20 000 ljudi (1982 SIL) u kamerunskoj provinciji Far North ('Extrême-Nord), sjeverozapadno od grada Maroua.
Pripadnici naroda Giziga (Guiziga, Guizaga) utemeljivači su grada Maroua ili Marva

## Vanjske poveznice
- Ethnologue (14th)
- Ethnologue (15th)